# Румія кримська
Румія кримська, румія критмолиста, кучерявець кримський як Trinia crithmifolia (Rumia crithmifolia) — вид рослин родини окружкові (Apiaceae), ендемік Криму, Україна.

## Опис
Багаторічна гола рослина, 15–40 см заввишки. Стебло гіллясте. Нижні листки двічі перисторозсічені, верхні — з майже нерозвиненою пластинкою. Зонтики з 2–5 променями; зонтички малоквіткові. Квітки одностатеві й двостатеві. Плоди 3–4 мм довжиною, зі звивистими ребрами.

## Поширення
Ендемік Криму, Україна.
В Україні зростає на сухих кам'янистих схилах, відслоненнях мергелю і вапняку — у Криму в передгір'ях і на ПБК.

## Загрози й охорона
Загрозами є надмірне випасання худоби, витоптування, випалювання сухої трави, висока стенотопність та слабка конкурентна здатність виду.
Занесений до Червоної книги Україні в статусі «Неоцінений». Охороняється Ялтинському гірсько-лісовому ПЗ, ряді заказників Криму.